# Helius (Helius) mirandus
Helius (Helius) mirandus is een tweevleugelige uit de familie steltmuggen (Limoniidae). De soort komt voor in het Neotropisch gebied.